# Giovanni Battista Morgagni
Giovanni Battista Morgagni (25. veljače 1682. – 6. prosinca 1771.), talijanski anatom kojeg se smatra ocem moderne anatomske patologije.

## Životopis
Giovanni Battista Morgagni potične iz bogate, ali ne i plemićke obitelji. U dobi od 16 godina krenuo je na studij u Bologni studirati filozofiju i medicinu. Tri godine kasnije 1701.g. diplomirao je na oba fakulteta.
Nakon studija radio je kao prosektor Antonio Maria Valsalvi
(jednome od slavnih Malpighijevih učenika), koji je bio demonstrator anatomije u Bologni i kojemu je pomagao u pripremanju njegovog slavnog djela Anatomija i bolesti uha (1704.).
Kada je Valsalva premješten u Parmu, Morgagni je nasljedio njegovu demonstraturu.
Nakon nekog vremena Morgagni je napustio svoj položaj u Bologni i uputio se u Padovu, gdje je i ostao predavati medicinu do kraja života.